# Constantin Dinu
Constantin Dinu (ur. 29 kwietnia 1945 w Chitili, zm. 15 grudnia 2022 w Bukareszcie) – rumuński rugbysta grający na pozycji filara młyna, dwukrotny mistrz Rumunii, reprezentant kraju, pięciokrotny zwycięzca Pucharu FIRA, następnie trener.

## Kariera sportowa
Karierę sportową zaczął od piłki ręcznej i podnoszenia ciężarów, wkrótce jednak zainteresował się rugby w klubie RC Grivița Roșie București. Już w 1962 roku przeszedł do seniorskiego zespołu, w którym występował przez kolejne siedem lat zdobywając dwukrotnie mistrzostwo kraju – w 1966 i 1967. Lata 1968–1973 spędził w klubie CS Știință Petroșani, po czym powrócił na dekadę do stołecznego klubu, tym razem triumfując w Cupa României w edycji 1982. W 1983 roku wyjechał na rok do Włoch jako grający trener występując w zespole Reggio-Calabria, następne trzy sezony w tej samej roli spędził we francuskim Rugby olympique choletais oraz kolejne trzy w Stade nantais. Zakończył wówczas aktywną karierę zawodniczą zajmując się trenowaniem AS Police Paris w latach 1990–1996.
W juniorskich kadrach kraju wystąpił szesnastokrotnie, zaś w latach 1965–1983 rozegrał 69 testmecze oraz 31 towarzyskich spotkań dla seniorskiej reprezentacji. W tym czasie wraz z nią pięciokrotnie zwyciężył w Pucharze Narodów/Pucharze FIRA – w edycjach 1968/1969, 1974/1975, 1976/1977, 1980/1981 i 1982/1983. 

## Varia
- Z zawodu był inżynierem górnictwa, ukończywszy Institutul de Mine Petroșani w 1973 roku[2].
- Odznaczony tytułem Mistrz Sportu; przyjęty do hali sław rumuńskiego rugby. Uważany za najlepszego lewego filara w historii rumuńskiego rugby[1].
- Zmarł w wieku 77 lat, w ostatnich latach życia zmagając się z chorobą Alzheimera[2].